# Субханкулі-хан
Субханкулі-хан (1625 — 14 вересня 1702) — 7-й володар Бухарського ханства у 1681—1702 роках, поет, науковець.

## Життєпис
Походив з династії Аштарханідів, гілки Тука-Тимуридів. Син Надир-Мухаммада, правителя Балху. Народився 1625 рокувБухарі. Отримав відбатька володіння (іялат) в Балхській області. 1641 року батько стає бухарським ханом.
1643 року після заколоту його старшого брата Абдалазіза проти батька разом з братом Хусрав-султаном став керувати Балхською областю. Згодом визнав Абдалазіза бухарським ханом, що змусило 1645 року Надир-Мухаммада запросити могольські війська. Субханкулі відступив до Бухари.
1651 року призначається намісником Балха. Невдовзі став виявляти незалежність. Водночас за свідченням сучасників був невдаволений тим, що його наречена — донька Імамкулі-хана — стала дружиною Абдалазіз-хана. Спроба останнього замінити Субханкулі на іншого брата — Касим-мухаммада-султана — призвела до вбивстватого за наказом Субханкулі.
1663 року придушив заколот своїх емірів — Іш-Пулада і Аваза. В подальшому вступав в союзи з хівинськими ханами Абулгазі та Анушою. Цей розгардіяж послабив Бухарське ханство, де все більше вагу набували місцеві феодали та вожді племен.
1681 року Абдалазіз-хан зрікся влади й вирушив у хадж до Мекки, де помер 1683 року. Субханкулі став новим володарем. Але вимушен був вирішувати проблеми попердника. Балхська область була постійним місцем заколотів. 1683 року внаслідок повстання балхської знаті було вбито сина хана — Іскандер-султана. Замість нього було повставлено Абдалла-султана (Ібадаллу), якого було отруєно, а владу в Балхузахопив його брат Абу'л-Мансур-султан. Але останнього було вбито через 4 місяці. Новим намісником Балха став ще один син хана — Сіддик-Мухаммад. Тому вдалося придушити повстання племен мінг й кунграт.
1685 року хівинський хан Ануша захопив і пограбував Самарканд. 1686 року Субханкулі-хан звільнив це місто за підтримки Махмуд-бія, аталика Бадахшану. За цим рушив на Балх, де Сіддик-Мухаммад став фактично незалежним. Хитрістю змусив сина відчинити браму, а потім наказав того схопити і стратити. Новим намінсиком поставив Мухаммад-Джані-диванбегі. У 1687—1688 роках зумів завдати хівинцям і каракалпакам відчутних поразок.
Встановив дружні відносини з могольським падишахом Аурангзебом. 1689 року сприяв Еренку посісти хівинський трон. 1691 року прийняв посольство від османського султана Ахмеда II.
Економічна ситуація в країні продовжувала погіршуватися, внутрішні політичні протиріччя загострювалися з кожним роком, і Субханкулі-хан насилу справлявся з ними. Сепаратизм підданих кочових племен сильно зріс до кінця правління Субханкулі-хана. Разом з тим були побудовані медресе у Бухарі та Балху, лікарня Дор-уш-Шифо у Бухарі.
Помер в Бухарі, де й було поховано. Трон успадкував син Убайдулла-хан II.

## Творчість
Захоплювався поезією та писав вірші під псевдонімом Нішоні. Також нападавав підтримку при дворі поетам Турди і Баба-Рахим Машрабу.
Був автором кількох творів з медицини та астрології. Його твір з медицини «Іхйа ат-Тібб Субхані» («Пожвавлення медицини за Субханкулі») скалдено середньоазіатською тюркською мовою і присвячений опису хвороб, їх розпізнанню та лікуванню. Один із списків рукопису зберігається у бібліотеці у Будапешті. Трактат Субханкулі-хана присвячений астрономії називався «Сутність місячних фаз у передбаченні щасливої години» («Лубб ал-лаваїх ал-камар фі-л-іхтійарат»).